# ボディプラン

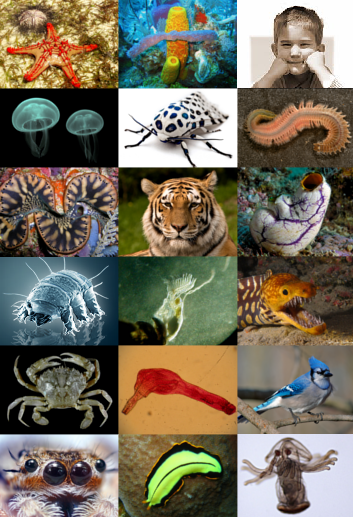
現代の動物をその身体構造のありようで分類したならば、それぞれが異なるボディプランを持つということになる。

ボディプラン（英: body plan、独: Bauplan、日: 体制）とは、ある動物門の多くの種類で共通する一連の形態的特徴（身体構造の基本的・一般的形式）を指し、生物を界・門・綱…とピラミッド状に分類するにあたり第一に着目される要点となる。例えば脊椎を持つボディプランは様々なボディプランのうちの一例であり、むしろ無脊椎のボディプランが多くの門で見られる。
通常は動物で使われるこの用語は、対称性、肺葉、体節制、肢、内臓の配置といった側面を包含する「青写真」に相当する。進化発生生物学は、様々なボディプランの起源を説明しようとするものである。
諸々のボディプランは、カンブリア爆発の閃きのうちに発展したと歴史的には考えられてきており、動物の進化に関するより繊細な理解によると、古生代初期を通じて諸々のボディプランの漸進的発展があったと示唆されている。ボディプラン構成の進化学的制約が、ファイロティピック段階と呼ばれる現象のような胚発生における発生学的制約の存在を説明できるのか、という探求が近年の動物と植物の研究において始まっている。

## 歴史
動物学の草分けの中でも、リンネは脊椎動物以外で2種のボディプランを同定した。キュヴィエは3種同定した。ヘッケルは4種、さらに原生生物で8種、計12種を同定した。比較すると、現代の動物学者によって認められた門の数は36である。

### リンネ（1735年）
スウェーデンの植物学者カール・フォン・リンネは『自然の体系』（1735年）において動物を、四足動物、鳥類、両生類（リクガメを含む）、トカゲとヘビ、魚類、昆虫（インセクタ：クモ、甲殻類、ムカデを含む）、虫（ヴェルメス））に分類した。最後のヴェルメスは、実質的には他のグループに入らないものを全て収めたもので、サナダムシ、ミミズとヒルだけでなく、軟体動物、ウニとヒトデ、クラゲ、ツツイカとコウイカも含まれた。

### キュヴィエ（1817年）

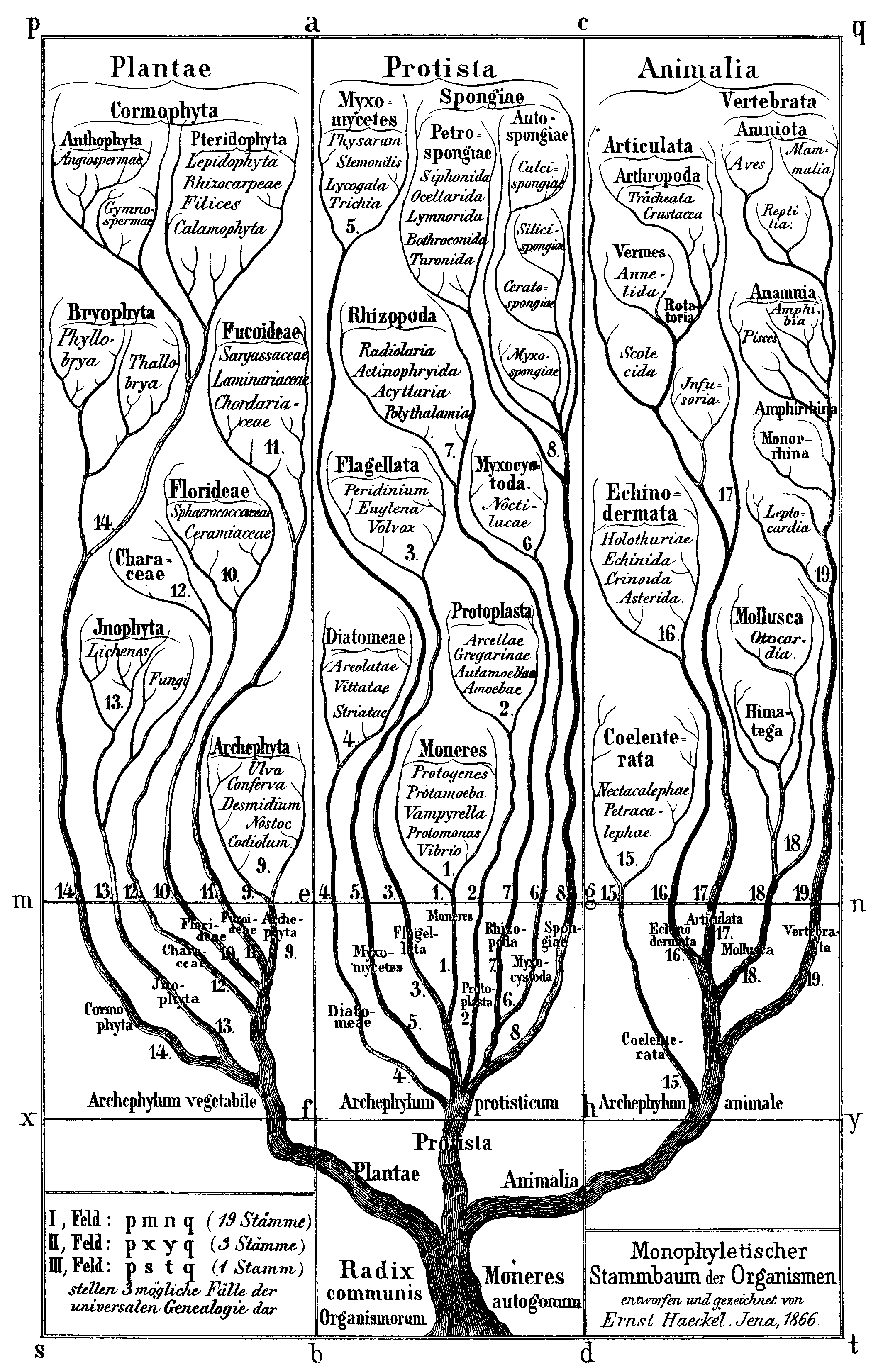
植物、原生生物、動物の3つの枝を示した、ヘッケルの「生物の単系統図 」。『一般形態学』（1866年）より。

フランスの動物学者ジョルジュ・キュヴィエは『動物界』（1817年）で、比較解剖学と古生物学の知見を融合させ、動物界を4つのボディプランで分類した。また中枢神経系を、循環器系や消化器系といった他の全てを制御する主たる器官系とみなした。キュヴィエは以下の4つのボディプラン（仏: embranchements、門）を示した。
1. （骨で保護された）脳と脊髄を持つ[5]
2. 神経線維に接続した諸々の器官を持つ[5]
3. 食道の下の2つの神経節を伴なう一帯と接続する、腹側を縦に走る神経束を持つ[5]
4. 明確には見分けられない散在神経系を持つ[5]

これらのボディプランに従って動物を分類すると、vertebrates（脊椎動物）、molluscs（軟体動物）、articulata（昆虫と環形動物を含む）、radiata（植虫類）の4つとなった。

### ヘッケル（1866年）
エルンスト・ヘッケルは『一般形態学』（1866年）において、全ての生物は単系統群（単一の進化的起源を持つ）であり、植物、原生生物、動物へ分化したものだと主張した。ヘッケルは原生生物を moneres、protoplasts、flagellates、diatoms、myxomycetes、myxocystodes、rhizopods、sponges に分類した。また動物をそれぞれのボディプランに応じて分類し、それらの門に名前を付けた。具体的には、coelenterates（腔腸動物）、echinoderms（棘皮動物）、（キュヴィエに倣って）articulates、molluscs、vertebrates とした。

### グールド（1979年）
この説をスティーヴン・ジェイ・グールドは発展させ、異なった複数の門はバウプラーン（独: Bauplan、建築設計図）という観点から説明しうると、それらの不変性を例解しながら主張した。しかし後に彼はそれを取り下げ、断続平衡説を採った。

## 起源
36のボディプランのうち20はカンブリア紀のカンブリア爆発で生まれた。しかし多くの門の全てのボディプランが出揃うのはかなり後になってからで、古生代もしくはそれ以降となる。
現在見られるボディプランの種類は、生物が持ち得る全てのパターンにははるかに及ばない。例えば先カンブリア時代のエディアカラ生物群は、無関係な現代の分類群の全体的な編成がよく似ているにせよ、現存する生物で見られるいかなるボディプランとも異なるいくつかのボディプランを持っていた。かようにしてカンブリア爆発はそれ以前の様々なボディプランを大なり小なり完全に置き換えたものとみられる。

## 遺伝学的原理
遺伝子、胚、発生過程はそれぞれが組み合わさり、形態形成に関わる複雑な切り替えプロセスを通じて、成体の姿を決定づける。
鍵遺伝子がモルフォゲン（体内で拡散し濃度勾配を生じさせ、各細胞にその部位を知らせる目印となる化学物質）を産生する連鎖的過程を通じて、遺伝子がいかに身体の構造的特徴の発生を制御しているかを発生生物学者らは理解しようとしている。重要な発見の一つが一連のホメオボックス遺伝子の存在で、これは動物の基本的なボディプランを決定づけるスイッチとして働く。ホメオボックス遺伝子は、ショウジョウバエとヒトのような異なった種の間でもかなりの共通点があり、ミミズのような虫やショウジョウバエの体の基本的な分節パターンは、ヒトの分節化された脊柱の起源となっている。形態学の遺伝的側面を詳細に研究する、動物の進化発生生物学 (Evo Devo) は急速に発展しており、かなり詳細なところまで発生の遺伝学的連鎖反応が多く判明し、特にショウジョウバエでの研究が進んでいる。